# Kapistran Pieller
Pater Johannes Kapistran Pieller OFM (* 30. September 1891 in Wien als Johannes Wilhelm Pieller; † 15. April 1945 in Stein an der Donau) war ein römisch-katholischer Priester  und Mitglied des Franziskanerordens. Er wurde während der Nazi-Herrschaft als Widerständler hingerichtet.

## Leben
Johannes Pieller, Sohn eines Portiers der Anglo-Österreichischen Bank, trat 1909 in das Grazer Franziskanerkloster ein und erhielt den Ordensnamen Kapistran. Nach seiner Priesterweihe 1918 studierte er an der Universität Graz Rechtswissenschaften. Er wurde jeweils in Staatswissenschaften (Dr. rer. pol 1927), Rechtswissenschaften (Dr. iur. 1929) und Theologie (Dr. theol., 1937 in Wien) promoviert. Er war als Seelsorger und Katechet in Graz tätig, unter anderem Studenten-Seelsorger der katholischen Hochschulverbindung KÖHV Carolina Graz im Österreichischen Cartellverband, wo er seit 1924 Mitglied war.  Von 1931 bis 1935 war er als Pfarrer in St. Pölten tätig. Nach verschiedenen Ämtern in seinem Orden war er ab 1940 Guardian des Franziskanerklosters und Rektor der Klosterschule in Eisenstadt.
Während des Zweiten Weltkrieges schloss er sich der Widerstandsgruppe „Antifaschistische Freiheitsbewegung Österreichs“ an und stellte regimefeindliche Flugblätter her. Im August 1943 erfolgte seine Verhaftung, im August 1944 die Verurteilung zum Tod und nach einem Todesmarsch von Wien nach Stein an der Donau am 15. April 1945 in der dortigen Haftanstalt mit 43 weiteren Verurteilten die Erschießung.

## Ehrung und Gedenken
Der Kapistran-Pieller-Platz zwischen Franziskanerkirche und Mur in Graz wurde 1988 nach ihm benannt.
Die Franziskanerpatres Johannes Kapistran Pieller und Angelus Steinwender sind – daneben „weitere 43 erschossene Verurteilte“ – auf einer Gedenktafel im Vorraum der Antoniuskapelle in der Franziskanerkirche, Wien, Franziskanerplatz 4 erwähnt.
Am 19. April 2015 gedachten die Grazer Franziskaner in einer abendlichen Lichterprozession zum Kapistran-Pieller-Platz seines 70. Todestags, am 15. April 2020 wurde im Franziskanerkloster Graz ein Gottesdienst zum Gedenken an Kapistran Pieller, Angelus Steinwender und die weiteren 43 an diesem Tage in Stein an der Donau Hingerichteten gehalten.
In Eisenstadt ist an der Franziskaner Kirche in der Joseph Haydn-Gasse eine Gedenktafel an Pater Johannes Kapistran Pieller und Angelus Steinwender angebracht. 